# سیارک ۱۵۲۶۸
سیارک ۱۵۲۶۸ (به انگلیسی: 15268 Wendelinefroger، نامگذاری:1990WF3) پانزده هزار و دویست و شصت و هشتمین سیارک کشف شده‌است که در ۱۸ نوامبر ۱۹۹۰ کشف شد.
قدر مطلق سیارک برابر ۱۹٫۵ است.